# Christian Meller
Christian Meller (geb. vor 1869; gest. nach 1882) war ein deutschamerikanischer Kunstturner und 1880 Turnfestsieger und als Gewinner der rein turnerischen Disziplinen des Achtkampfs auch deutscher Meister im Geräteturnen.

## Leben
Meller hatte seine turnerische Hauptausbildung in Amerika erhalten, wo er von 1869 bis 1877 dem New Yorker Turnverein angehörte. Der New Yorker Turnverein, Ecke Lexington Avenue und 85th Street, war einer der drei Hauptturnvereine in New York City. Er hatte eine eigene Deutsche Schule. Als Angehöriger des New Yorker Vereins nahm er an verschiedenen Bundes- und Bezirksturnen sowie 1875 am National Tournament in New York teil. Er gewann dabei mehrere Preise, darunter bis 1880 elf erste Preise im Volksturnen.
1880 wurde Meller, damals Angehöriger des Frankfurter Turnvereins, beim V. Deutschen Turnfest in Frankfurt am Main der erste Deutsche Meister im Deutschen Achtkampf und gewann das Preisturnen mit großem Vorsprung mit 69,2 bei 75 möglichen Punkten vor allen anderen Teilnehmern, darunter auch deutsch-amerikanische Turner des Milwaukee-Turnvereins. Beim Stabhochspringen erreichte er ohne Sprungbrett die damalige Rekordhöhe von 2,80 Metern – gesprungen wurde mit Bambusstäben. Meller wurde als Turnfestsieger mit Urkunde und einem silbernen Eichenkranz, über ein Pfund schwer, mit goldenen Eicheln, gemäß dem Satireblatt Frankfurter Latern abweichend mit einem silbernen Lorbeerkranz, ausgezeichnet. Die deutschstämmigen US-Amerikaner zählten Christian Meller trotz seiner Vereinszugehörigkeit zum Frankfurter Turnverein während der Veranstaltung zu den deutsch-amerikanischen Teilnehmern, da er laut Wilhelm Mayerhöfer, Redakteur der Zeitung Der Deutsche Pionier, nach seiner Teilnahme durch das Deutsche Reich nach Amerika zurückgenötigt wurde. In derselben Ausgabe fasste Heinrich Metzner zusammen: „Der Sieg Meller’s ist ebenfalls ein Sieg deutsch-amerikanischer Turnerei, denn er erwarb sich hauptsächlich eine turnerische Ausbildung während seines Aufenthaltes in Amerika, was z. B. auch der Frankfurter ‚General-Anzeiger‘ rühmend hervorhebt.“ Damals beabsichtigte Meller eine Rückkehr in die Vereinigten Staaten im Herbst 1880. Zur Aussage, dass Meller Deutschland wieder verlassen musste, ist der Nr. 65 der Wöchentlichen Anzeigen für das Fürstenthum Ratzeburg auf Seite 2 entnehmbar: „Da er aber in Deutschland seiner Militairpflicht früher nicht nachgekommen ist, so hatte er von der Behörde den Wink erhalten, Deutschland binnen 14 Tagen zu verlassen.“
Sein jüngster Bruder Michael, „dem siebenten Verein zu Nürnberg“ angehörig, der bei derselben Veranstaltung 1880 mit 45 Punkten den 22. Rang und damit letzten Platz erreichte, war erfolgreich bei den vier folgenden Deutschen Turnfesten 1885 in Dresden, 1889 in München, 1894 in Breslau und 1898 in Hamburg.
Christian Meller, später offensichtlich wieder oder immer noch in Deutschland, war auch Initiator für die Aufnahme des Zusatzes „Vorwärts“ bei der Neugründung des Turnvereins Bockenheim – Bockenheim wurde 1895 nach Frankfurt eingemeindet – als Turnverein Vorwärts Bockenheim im Jahr 1882.